# Lagoptera joiceyi
Lagoptera joiceyi là một loài bướm đêm trong họ Erebidae.